# Política de Armenia

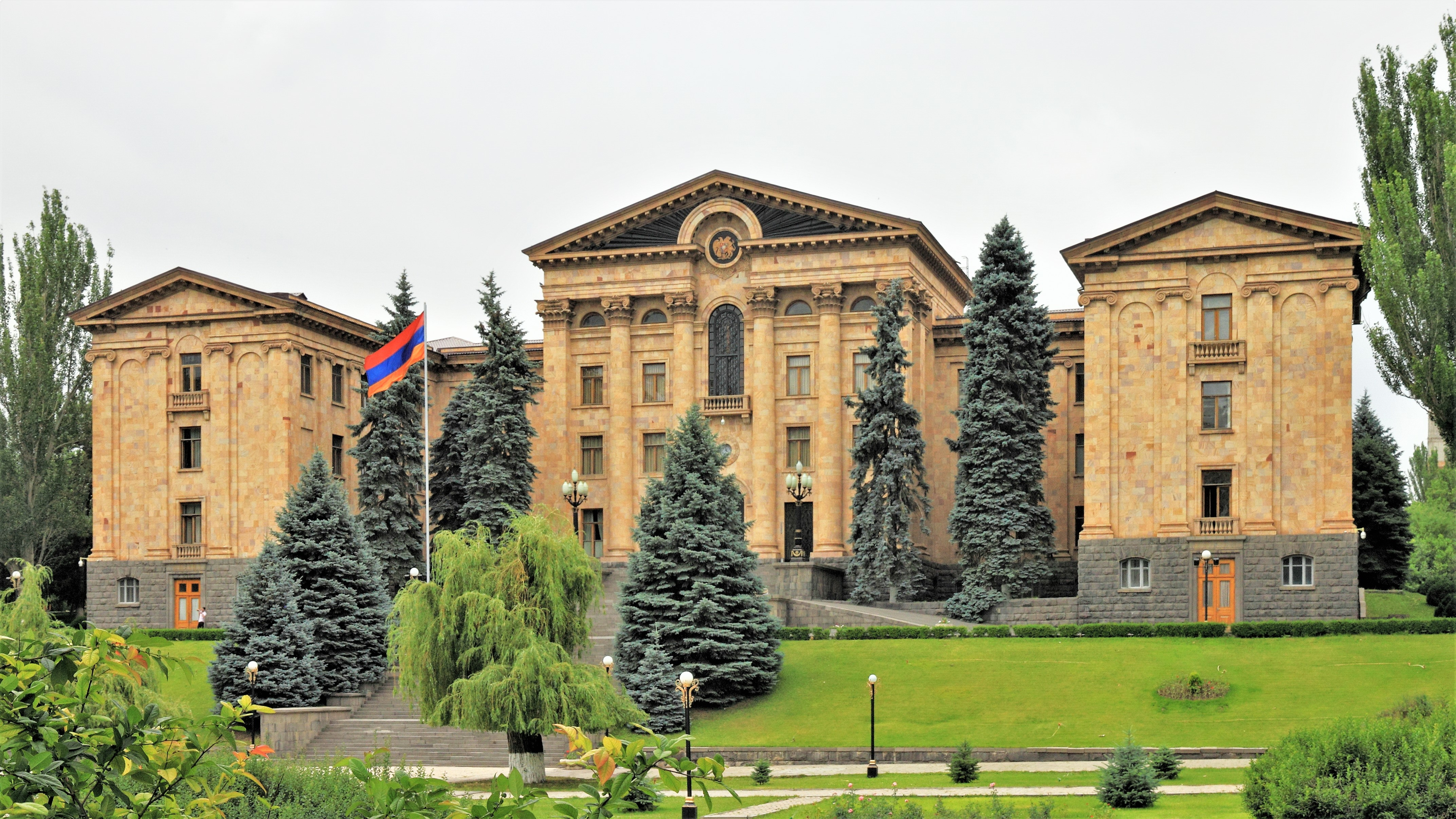
Asamblea Nacional de la República de Armenia.

El presidente de la República de Armenia es el jefe de Estado, elegido por sufragio universal directo. El máximo órgano legislativo es la Asamblea Nacional. En 1990 se celebraron las primeras elecciones legislativas democráticas y en 1991 fue elegido también el presidente de la República. El presidente nombra al primer ministro, quien a su vez elige a los ministros del gobierno. Armenia es miembro de la Comunidad de Estados Independientes (CEI).
Robert Kocharián, el expresidente del país entre 1998 y 2008, no forma parte del partido comunista, arraigado en el legado que la URSS dejó en Armenia. Este gobierno es considerado como de corte nacionalista.
Constitución vigente: 5 de julio de 1995.
Sistema legal de sufragio: 18 años, universal.
Sistema ejecutivo: Presidente de la República (jefe de Estado elegido por voto popular directo), vicepresidente, primer ministro y Consejo de Ministros.
| Miembros del Gobierno de la República de Armenia (2 de febrero de 2003, fuente CIA) |                    |
| Presidente                                                                          | Vahagn Jachaturián |
| Primer ministro                                                                     | Andranik Markarián |
| Ministro de Agricultura                                                             | David Zadoyan      |
| Ministro de Cultura, Juventud Deportes                                              | Roland Sharoyan    |
| Ministro de Defensa                                                                 | Serzhik Sarkisyan  |
| Ministro de Educación y Ciencia                                                     | Levon Mkrtchian    |
| Ministro de Energía                                                                 | Armen Movsisian    |
| Ministro de Medio Ambiente                                                          | Vartan Ayvazyan    |
| Ministro de Finanzas                                                                | Vartan Khachatryan |
| Ministro de Asuntos Exteriores                                                      | Vartan Oskanyan    |
| Ministro de Salud                                                                   | Ararat Mkrtchian   |
| Ministro de Administración Territorial e Infraestructuras                           | Ovik Abramyan      |
| Ministro de Comercio y Desarrollo Económico                                         | Karen Jshmartian   |
| Ministro de Justicia                                                                | David Harutyunian  |
| Ministro de Gestión del Patrimonio del Estado                                       | David Vardanian    |
| Ministro de Seguridad Nacional                                                      | Karlos Petrossian  |
| Ministro de Hacienda                                                                | Yervand Zakharyan  |
| Ministro de Bienestar Social                                                        | Razmik Martirosian |
| Ministro de Transporte y Comunicación                                               | Andranik Manukyan  |
| Ministro de Urbanismo                                                               | David Lokyan       |
| Presidente del Banco Nacional                                                       | Tigran Sarkisyan   |
| Embajador en los Estados Unidos                                                     | Arman Kirakosian   |
| Representación Permanente ante la ONU, Nueva York                                   | Movses Abelian     |

- Jefe de Gobierno anterior: Armen Darbinyan (abril 1998).

Sistema legislativo: Asamblea Nacional (190 miembros)
Sistema judicial: Corte Suprema, procurador general y cortes menores.
División Política: 10 regiones y 21 ciudades.
Gobierno subdivisional: cada distrito tiene cuerpo legislativo y ejecutivo propio.